# Eugene Nasir
Eugene Nasir (Amritsar, 1908-9 de agosto de 1991) (translitera al árabe يوجين ناصر ) fue un botánico pakistaní.

## Algunas publicaciones
- eugene Nasir, s.i. Ali, harald Riedl, yasin j. Nasir. 1991. Flora of Pakistan: Flora of West Pakistan. Volumen 193. Editor Department of Botany, Univ. of Karachi, 166 pp.
- --------------------, yasin j. Nasir, rubina Akhter. 1987a. Wild flowers of Rawalpindi-Islamabad districts. Editor National Herbarium, 83 pp.
- --------------------, --------------------. 1987b. Gymnospermae. Volúmenes 178-186 de Flora of Pakistan. Editor PanGraphics, 36 pp.
- s.i. Ali, eugene Nasir. 1985. Flora of Pakistan. Nº 170. Editor Pakistan Agr. Res. Council
- ralph randles Stewart, s.i. Ali, eugene Nasir. 1979. Flora of West Pakistan. Nº 130-139. Editor Pakistan Agr. Res. Council
- ------------------------------------, ---------, ---------------------. 1972. An annotated catalogue of the vascular plants of West Pakistan and Kashmir. Editor Fakhri Print. Press. 1.028 pp.
- eugene Nasir, m.a. Siddiqi, zaffar Ali. 1968. Gymnosperms of West Pakistan. Editor Ferozsons, 21 pp.
- --------------------. 1955. The bupleura (Umbelliferae) of north-west Himalaya. Editor Univ. of California Press, 28 pp.

## Eponimia
- (Asteraceae) Taraxacum nasiri Soest[1]
- (Convolvulaceae) Argyreia nasirii D.F.Austin[2]
- (Gentianaceae) Gentianodes nasirii Omer, Ali & Qaiser[3]